# Bella Swan
Isabelle „Bella” Marie Swan (férjezett nevén Bella Cullen) az Alkonyat-sorozat főszereplője. A könyveket Stephenie Meyer amerikai írónő írta. A sorozat négy könyvét (az Alkonyatot, az Újholdat, a Napfogyatkozást és a Hajnalhasadást) az írónő főleg Bella szemszögéből írta.
A könyvsorozat alapján készült filmekben a szereplőt Kristen Stewart személyesíti meg.

## Külső jellemzői
Világos bőre, hosszú, enyhén hullámos sötétbarna haja és csokoládébarna szemei vannak. Arca szív alakú, homloka magas, szemei nagyok, orra kicsi, arca keskeny, álla hegyes, ajkai közepesen teltek. A szemöldöke sötétebb valamivel a haja színénél. Vékony termetű, és nem izmos.

## Élete
|  | Alább a cselekmény részletei következnek! |

### Twilight/Alkonyat
Bella Forksban született. Hat hónapos korában édesanyja és édesapja elváltak, anyja magával vitte Kaliforniába, majd később Phoenixbe, ahol végül is felnevelkedett. Nem volt népszerű, úgy érezte nem tartozik sehová. Többnyire ügyetlen, kétbalkezes, ezért kerüli az egyensúlyozást igénylő sportokat és a táncot. Miután édesanyja újra férjhez ment, lelkiismeret furdalása támadt amiatt, hogy anyja ő miatta nem tud hivatásos sportoló férjével, Phil Dwyerrel utazgatni. Így elhatározta, hogy Forksba költözik és édesapjával fog élni. Itt figyel fel az egyik különös diákra, Edward Cullenre. Később a fiú többször is megmenti az életét, megmutatván így a szuperképességeit. Bella egyik régi ismerősétől, az indián Jacob Blacktől hall egy ősi legendát, ami szerint a Cullen család „másmilyen”. Bella a látottak és hallottak alapján megfejti Edward titkát: a fiú vámpír. A lány mindezek ellenére nem tud lemondani Edward iránt érzett szerelméről, és a fiú sem képes őt elhagyni.Egy, a Cullenékkel töltött délután során három újonnan felbukkant vámpír: Victoria, James, Laurent közül a legkegyetlenebb, James, végezni akar vele. Edward és a többi Cullen együtt sikeresen megvédi Bellát, és végez Jamessel, s ezzel Victoria, James szerelmének haragja Bellára terjed ki.

### New Moon/Újhold
Az Újhold Bella 18. születésnapjával kezdődik, amelyet a lány nem szívesen üdvözöl, mert egyre inkább nyomasztja a tény, hogy míg kedvese egy napot sem öregszik, addig ő minden egyes eltelt nappal idősebb lesz a fiúnál. Bella az Alice által szervezett születésnapi összejövetelen véletlenül megvágja magát, mire Jasper nem képes uralkodni magán és megtámadja a lányt. A családnak ugyan sikerül megakadályoznia a tragédiát, ám Edward ekkor döbben rá, hogy mekkora veszélynek van Bella kitéve, ha továbbra is vele marad. A marcangoló fájdalomtól vezérelve elhiteti Bellával, hogy már nem szereti és örökre elhagyja. Bella hónapokig nem képes feldolgozni a történteket, elvonul a társaságtól szobája magányába és folytonos rémálmok gyötrik. Hogy megnyugtassa aggódó apját, Bella elmegy Jessicával moziba. Az épületből kilépve motorosokat lát, amikor közelebb megy hozzájuk, hirtelen meghallja Edward hangját, figyelmeztetve, hogy bajba kerülhet. A lány ekkor döbben rá, hogy veszélyes helyzetekben képes hallani Edward hangját.
Mindeközben Jacobbal barátságuk egyre jobban elmélyül, a fiú tanítja meg motorozni is. Amikor Bellát megtámadja Laurent, a vámpír, a lányt megmenti egy csapat vérfarkas. Jacob barátsága jobb kedvre deríti a lányt, bár Edwardot nem képes elfeledni. Jacob azonban ugyanúgy eltávolodik Bellától, mint Edward. Bella rádöbben, Jacob maga is természetfeletti képességekkel rendelkezik: farkassá tud változni.
Bella végső kétségbeesésében, hogy hallja Edward hangját, a partszéli magas sziklákról a tengerbe veti magát, de majdnem megfullad. Jacob menti meg az életét. Alice látomásában csak a szikláról lezuhanást látja, így értesül tévesen Edward Bella „öngyilkosságáról”. Edward felkeresi a Volturit, és megkéri őket, hogy végezzenek vele, ám a Volturi elutasítja a kérését, ezért Edward úgy dönt, megmutatja magát az embereknek napfényben, így kényszerítve ki a Volturi haragját. Alice és Bella Edward után sietnek, hogy megállítsák. Bár időben érkeznek, a Volturi végezni akar Bellával, mivel a lány ember, így nem tudhat a vámpírok titkairól. Alice Aro, a Volturi vezetőjének tudtára hozza látomását, melyben Bellát vámpírként látta, így a Volturi elengedi őket azzal a feltétellel, hogy hatályos időn belül át kell változtatniuk a lányt. A hazaúton Edward elmondja Bellának, hogy még mindig szereti és csak Bella biztonságát tartotta szem előtt, mikor elment. Bella továbbra is vámpír akar lenni és ráveszi Cullenéket, hogy szavazzanak az átváltoztatásáról. Edward és Rosalie az egyetlen, aki nem helyesli ezt, de később Edward megadja magát, azzal a feltétellel, hogy Bella feleségül megy hozzá. De még akkor nem derült ki, hogy Bella hozzá megy-e Edwardhoz.

### Eclipse/Napfogyatkozás
Edward elmondja Bellának, hogy ódzkodik Bella átváltoztatásától, mert szerinte a vámpírok lelketlen lények, akiknek nincs helye a mennyországban. Bella, akinek a véleményét a házasságról a szülei korai válása nagyban befolyásolta, elfogadja Edward házassági ajánlatát, azzal a feltétellel, hogy még vámpírrá válása előtt szeretkeznek. Edward először még tiltakozik, mert fél, hogy a pillanat hevében elveszti a fejét, és esetleg árt Bellának. De mivel látja, hogy ez mennyire fontos neki, megígéri hogy megpróbálja.
Bella rádöbben, hogy Victoria vezeti azt a vámpírhadsereget, ami Seattle-ben vadászik, és hogy a nő valódi célja az ő meggyilkolása. Hogy sikeresen lépjenek fel az új veszéllyel szemben, megújítják a szövetséget Cullenék és a vérfarkasok, mégpedig Sam Uleyval és Jacob Blackkel, aki csak Bella iránt érzett szerelme miatt megy bele a szövetségbe. Bella mindig is csak barátként tekintett rá, de az eljegyzése után veszi észre, hogy Jacob többet érez iránta, mint egy barát iránt. Edward elfogadja Bella és Jacob barátságát, mert nem akar fájdalmat okozni a lánynak.
A vérfarkas-vámpír szövetségnek köszönhetően legyőzik a vámpírsereget, Edward pedig megmenti Bellát Victoriától. A pár felkészül, hogy bejelentse az eljegyzést Bella szüleinek.

### Breaking Dawn/Hajnalhasadás
A regény elején Bella feleségül megy Edwardhoz. A mézesheteiket az Esme-szigeten töltik, amit még Esme, Edward nevelőanyja kapott ajándékba férjétől, Carlisle-tól. A nászéjszaka konfliktushoz vezet, mivel Edward attól fél, hogy elveszíti a fejét és emberfeletti erejével megsebzi a lányt szeretkezés közben, ám Bella ragaszkodik hozzá, hogy megpróbálják.
Néhány nappal később Bella rádöbben, hogy állapotos, Edward azonnal hazautazik a lánnyal, hogy kikérje Carlisle tanácsát, mivel a magzat túlságosan gyorsan nő. Edward eszét veszti az aggodalomtól, mivel a gyorsan növekvő magzat egyre gyengíti a lány törékeny szervezetét, ezért megpróbálja abortuszra rábeszélni. Bella azonban rendkívüli módon kötődik a gyermekéhez és ragaszkodik a szüléshez, annak ellenére, hogy tudja, nem fogja emberként túlélni. Rosalie támogatja Bellát elhatározásában, és nem engedi, hogy bárki is árthasson a kicsinek. A magzat halálra ítéli Bellát, eltöri számos csontját a fejlődés közben. A lány szenvedését Edward és Jacob is nagyon nehezen viseli. Mindenki úgy véli – Bellát és Rosalie-t kivéve –, hogy a magzat szörnyeteg, és jobb lenne elpusztítani. A vérfarkasok is ezen a véleményen vannak, Jacob azonban képtelen rá, hogy ártson a lánynak, ezért olyat tesz, ami a törzs történetében még nem fordul elő: elszakad a hordától. Seth és Leah Clearwater követik a példáját és Jacob a másik két szakadár farkassal csatlakozik Cullenékhez.
Edward azután kezdi szeretni a babát, miután meghallja annak gondolatait, és rájön, hogy a baba egyáltalán nem akar ártani Bellának és ugyanúgy szereti az édesanyját, ahogy Bella őt. Bella majdnem belehal a szülésbe, de Edward beadja neki saját vámpírmérgét és kislányukat is megmenti. Megkezdődik Bella fájdalmas átalakulása. Renesmee születése után Bella egy ideig nem láthatja kislányt, bár új vámpír létére elképesztő önuralommal rendelkezik, így hamarabb mehet emberek közé, mint bárki gondolta volna. Renesmee óriási hatással van Jacobra, és a fiú rádöbben, ugyanúgy érez Renesmee iránt, mint Sam Emily iránt, és hogy ha Renesmee felnő, egy párt fognak alkotni. Bella nehezen viseli, de amikor látja, hogy Jacob szeretete Renesmee iránt tiszta és ártatlan, elfogadja a dolgot.
Közös állatvadászat során Bella összefut Irinával a szomszédos klánból, aki távolról megpillantja Renesmee-t, és azt hiszi a kislány egy halhatatlan gyermek, vagyis egy olyan vámpír, akit gyermekként változtattak át. Ez viszont tilos, mert a gyermekvámpírok kontrollálhatatlanok és emiatt nagy a veszélye annak, hogy felfedik a vámpírok titkát az emberek előtt. Irina, akinek vámpír nevelőanyját ilyen bűn miatt ölte meg a Volturi, félelmében azonnal a Volturihoz siet és bejelenti, hogy Cullenék átváltoztattak egy gyereket. A Volturi megállítására Cullenék összetoborozzák barátaikat, hogy tanúsítsák a Volturi előtt: Renesmee nem gyermekvámpír, hanem egy vámpír és egy ember közös gyermeke. A Volturival való harc során Bella rádöbben, hogy mentális pajzsát, ami miatt Edward nem képes a gondolataiban olvasni, ki tudja terjeszteni másokra is, így meg tudja védeni szeretteit Jane és a többi veszélyes vámpír képességeitől.
Végül felbukkan Alice és Jasper, akik Dél-Amerikából hoztak magukkal egy fiút, aki szintén vámpír apa és ember anya gyermeke, hogy bebizonyítsák, a félvérek nem jelentenek veszélyt a vámpírok titkaira. A Volturi távozik, Bella férjével és kislányával folytatja életét.
|  | Itt a vége a cselekmény részletezésének! |

## Személyisége
Bella megértő, komoly, gondoskodó lány, akinek van humorérzéke, habár rendkívül makacs és ügyetlen. Valamint mindent magától értetődőnek és természetesnek vesz. Ez keltette fel Edward érdeklődését is. Bella ügyetlenül hazudik, és színésznőnek is nagyon rossz. Edward szerint még az esetlenségével is elbűvölő, bár rendkívül makacs.

## Képességei
Vámpírrá válása után nem mutatkozik azonnal semmilyen különös képessége, de Edward még mindig nem tud a gondolataiban olvasni. Első vadászata során ellen tud állni az emberi vér csábításának, ezért is először azt gondolja önmagáról, hogy hihetetlen önuralma a különleges képessége. Később viszont rájönnek, hogy Bella „pajzs”, védeni tudja az elméjét mások elől, pl.: Jane és Aro képessége sem hat rá, de azok a képességek, amik fizikailag hatnak ki, pl.: Jasperé, vagy Alice-é, nem tudja elhárítani. Későbbi gyakorlás során rájönnek, hogy Bella ki tudja terjeszteni a pajzsát másokra is, és ezzel a tulajdonságával veszélyes, áhított fegyverré válik Aro, a Volturi vezérének szemében. A végén arra is rájönnek, hogy gyakorlás után a pajzsot meg is tudja szüntetni, így Edward olvashat a gondolataiban.